# ریچارد پلپلر
ریچارد پلپلر (انگلیسی: Richard Plepler؛ زادهٔ ۱۹۵۸) مدیر عامل اجرایی اهل ایالات متحده آمریکا است.
از فیلم‌ها یا مجموعه‌های تلویزیونی که وی در آن‌ها نقش داشته‌است، می‌توان به امپراتوری بوردواک، هفته پیش امشب با جان اولیور، معاون رئیس‌جمهور، دروغ‌های کوچک بزرگ و پرنده سیاه اشاره نمود.